# Rhopalothrix mandibularis
Rhopalothrix mandibularis (лат.) — вид муравьёв рода Rhopalothrix трибы Attini из подсемейства Myrmicinae (ранее в составе трибы Basicerotini). Эндемик Колумбии (Южная Америка).

## Описание
Мелкие почвенные муравьи (2—3 мм). Рабочие муравьи имеют криптическую буроватую окраску и морщинистую поверхностную скульптуру. От близких видов отличается следующими признаками: мандибулы удлинённые, значительно длиннее (MdL > 0,48), чем у других видов клады isthmica, мандибулы с наружным и жевательным краями, субпараллельными друг другу и загибающимися внутрь на вершине; лабрум с двумя тонкими субпрямоугольными долями, выемка глубокая; проподеальный зубец крупный, острый, под прямым углом к склоняющейся поверхности проподеума, инфрадентальная ламель развита слабо, образуя тонкий ободок.  Заднегрудка с проподеальными шипиками. Жвалы рабочих треугольные с несколькими зубцами. Нижнечелюстные щупики 1-члениковые, нижнегубные щупики состоят из 2 сегментов. Стебелёк между грудкой и брюшком состоит из двух сегментов (петиоль + постпетиоль).
Этот вид обитает во влажных лесах на высоте от 1400 до 1700 м над уровнем моря. Голотип и несколько паратипов были собраны во фрагментах влажного галерейного леса и леса гуадуа (бамбук) в городе Armenia. Все известные экземпляры получены из образцов ловушек Винклера из просеянной листовой подстилки.

## Таксономия и этимология
Вид был впервые описан в 2024 году в ходе исследования, проведённого мирмекологами из Колумбии, Канады, Мексики и США (Roberto J. Guerrero, Andrés F. Grajales-Andica, Fernando Fernández, María C. Tocora, Gianpiero Fiorentino, Delly R. García). Название Rh. mandibularis связано с длинными мандибулами рабочего, признак, не встречающийся ни у одного другого вида в кладе isthmica.